# Svenska mästerskapen i friidrott 2014
Svenska mästerskapen i friidrott 2014 var det 119:e svenska mästerskapet i friidrott. Följande deltävlingar genomfördes: 
- SM 100 km landsväg den 26 april i Uddevalla
- SM stafett den 24  till 25 maj på Sannerudsvallen i Kil
- SM maraton den 31 maj på Stockholm Marathon i Stockholm,
- SM lag den 5 juli på Ryavallen i Borås
- SM 10 km landsväg den 12 juli
- Stora SM den 1  till 3 augusti på Campus Arena i Umeå
- SM mångkamp den 6  till 7 september på Vilundavallen i Upplands-Väsby
- SM halvmaraton den 13 september i Stockholm
- SM terräng den 18  till 19 oktober i Eskilstuna

Vid årets SM infördes en ny gren för både herrar och damer, 10 km landsvägslöpning.

## Medaljörer, resultat

### Herrar
| Gren                     | Guld               | Guld                                                          | Guld     | Silver                   | Silver                                                                | Silver   | Brons                   | Brons                                                              | Brons    |
| 100 meter                | Odain Rose         | IFK Umeå                                                      | 10,52    | Tom Kling-Baptiste       | Huddinge AIS                                                          | 10,60    | Nil de Oliveira         | Spårvägens FK                                                      | 10,71    |
| 200 meter                | Nil de Oliveira    | Spårvägens FK                                                 | 20,82    | Tom Kling-Baptiste       | Huddinge AIS                                                          | 20,92    | Joel Groth              | Bollnäs FIK                                                        | 21,25    |
| 400 meter                | Johan Wissman      | Hässelby SK                                                   | 46,89    | Axel Bergrahm            | Spårvägens FK                                                         | 47,74    | Dennis Forsman          | Ullevi FK                                                          | 47,81    |
| 800 meter                | Andreas Almgren    | Turebergs FK                                                  | 1:50,24  | Kalle Berglund           | Spårvägens FK                                                         | 1:50,76  | Robin Rohlén            | IFK Umeå                                                           | 1:51,23  |
| 1 500 meter              | Rickard Gunnarsson | Hässelby SK                                                   | 3:55,94  | Staffan Ek               | Björnstorps IF                                                        | 3:56,09  | Johan Walldén           | Spårvägens FK                                                      | 3:56,25  |
| 5 000 meter              | Ababa Lama         | Hälle IF                                                      | 14:24,30 | Adil Bouafif             | Hässelby SK                                                           | 14:28,88 | Fredrik Uhrbom          | Spårvägens FK                                                      | 14:31,06 |
| 10 000 meter             | Adil Bouafif       | Hässelby SK                                                   | 29:15,88 | Ababa Lama               | Hälle IF                                                              | 29:20,53 | Haben Idris             | Hässelby SK                                                        | 29:46,35 |
| 10 km landsväg           | Ababa Lama         | Hälle IF                                                      | 29:13    | Mustafa Mohammed         | Hälle IF                                                              | 29:18    | Johan Larsson           | Strömstad LK                                                       | 29:26    |
| Halvmaraton              | Ababa Lama         | Hälle IF                                                      | 1:04:46  | Johan Larsson            | Strömstad LK                                                          | 1:06:04  | Fredrik Johansson       | Ullevi FK                                                          | 1:07:27  |
| Maraton                  | Daniel Woldu       | Spårvägens FK                                                 | 2:25:50  | David Nilsson            | Högby IF                                                              | 2:27:00  | Janne Holmén            | Rånäs 4H                                                           | 2:27:32  |
| 100 km landsväg          | Fritjof Fagerlund  | Rånäs 4H                                                      | 7:06:43  | Daniel Nilsson           | FK Studenterna                                                        | 7:41:35  | Stefan Hult             | TV88                                                               | 8:35:37  |
| 4 km terräng             | Abraham Adhanom    | Eskilstuna FI                                                 | 11:36    | Jonas Leanderson (Glans) | Malmö AI                                                              | 11:43    | Andreas Åhwall          | Hässelby SK                                                        | 11:48    |
| 12 km terräng            | Abraham Adhanom    | Eskilstuna FI                                                 | 37:52    | Mikael Ekvall            | Strömstad LK                                                          | 38:13    | Haben Idris             | Hässelby SK                                                        | 38:17    |
| 4 km terräng lagtävling  | Spårvägens FK      | Alexander Palm, John Foitzik, Karim Mohammadi                 | 36:22    | Hässelby SK              | Andreas Åhwall, Haben Idris, Joel Durén                               | 36:24    | Enhörna IF              | Jonas Leandersson, Anders Grahl, Patrik Sällstedt                  | 37:10    |
| 12 km terräng lagtävling | Spårvägens FK      | Alexander Palm, Fredrik Uhrbom, John Foitzik                  | 1:57:52  | Hässelby SK              | Haben Idris, Andreas Åhwall, Martin Öhman                             | 1:58:28  | Hammarby IF             | Johan Hydén, Filip Segerberg, Nils Spetz                           | 2:06:52  |
| 110 meter häck           | Alexander Brorsson | Atleticum Växjö SK                                            | 13,86    | Philip Nossmy            | Malmö AI                                                              | 13,89    | Anton Levin             | Malmö AI                                                           | 14,13    |
| 400 meter häck           | Petter Olson       | Hässelby SK                                                   | 51,81    | Oliwer Åstrand           | Örgryte IS                                                            | 52,06    | Jonathan Carbe          | Örgryte IS                                                         | 52,27    |
| 3 000 meter hinder       | Daniel Lundgren    | Turebergs FK                                                  | 8:51,50  | Napoleon Solomon         | Fredrikshofs FI                                                       | 8:56,70  | Eric Senorski           | Örgryte IS                                                         | 9:00,03  |
| 4 x 100 meter            | Ullevi FK          | Emil Von Basth, David Sennuns, Patrik Andersson, Sulayman Bah | 40,54    | Malmö AI                 | Emmanuel Amoh, Oskar Staafgård, Anton Levin, Austin Hamilton          | 41,11    | Spårvägens FK           | André Drummond, Nil de Oliveira, Carl Armfelt, Hanza Kamara        | 41,16    |
| 4 x 400 meter            | Hässelby SK        | Peter Olsson, Mattias Claesson, Elias Amado, Johan Wissman    | 3:12,26  | Spårvägens FK            | Martin Cameron, Johan Svensson, Trausti Stefansson, Axel Bergrahm     | 3:14,82  | Ullevi FK               | Alexander Lesser, Adam Danielsson, Erik Lindahl, Dennis Forsman    | 3:16,00  |
| 4 x 800 meter            | Spårvägens FK      | Daniel Norberg, John Foitzik, Kalle Berglund, Johan Svensson  | 7:32,59  | Hässelby SK              | Joel Duren, Rickard Gunnarsson, Nacerddine Hallil, Mattias Claesson   | 7:35,14  | Turebergs FK            | Erik Smeds, Anton Asplund, Johan Eriksson, Andreas Almgren         | 7:36,61  |
| 4 x 1 500 meter          | Spårvägens FK      | William Levay, John Foitzik, Kalle Berglund, Johan Walldén    | 15:43,19 | Malmö AI                 | Ahmed Tahir, Martin Nilsson, Warsame Hassan, Jonas Leanderson (Glans) | 15:48,91 | Hässelby SK             | Joel Durén, Nacerddine Hallil, Andreas Jansson, Rickard Gunnarsson | 16:15,05 |
| Höjdhopp                 | Mehdi Alkhatib     | Hammarby IF                                                   | 2,16     | Emil Svensson            | Örgryte IS                                                            | 2,16     | Jesper Borg             | Ullevi FK                                                          | 2,14     |
| Stavhopp                 | Alhaji Jeng        | Örgryte IS                                                    | 5,52     | Melker Svärd Jacobsson   | Malmö AI                                                              | 5,32     | Simon Assarsson         | IFK Växjö                                                          | 5,17     |
| Längdhopp                | Michel Tornéus     | Hammarby IF                                                   | 8,01     | Alexander Wittlock       | Spårvägens FK                                                         | 7,72     | Thobias Nilsson Montler | Malmö AI                                                           | 7,66     |
| Tresteg                  | Erik Ehrlin        | Hammarby IF                                                   | 16,15    | Daniel Lennartsson       | Örgryte IS                                                            | 16,12    | Simon Karlén            | IF Göta Karlstad                                                   | 15,46    |
| Kula                     | Leif Arrhenius     | Spårvägens FK                                                 | 19,98    | Niklas Arrhenius         | Spårvägens FK                                                         | 19,39    | Daniel Ståhl            | Spårvägens FK                                                      | 19,17    |
| Diskus                   | Daniel Ståhl       | spårvägens FK                                                 | 63,69    | Axel Härstedt            | Malmö AI                                                              | 62,39    | Leif Arrhenius          | Spårvägens FK                                                      | 60,46    |
| Slägga                   | Markus Johansson   | IF Göta Karlstad                                              | 69,80    | Oscar Vestlund           | Kils AIK                                                              | 67,37    | Alexander Larsson       | Upsala IF                                                          | 65,41    |
| Spjut                    | Gabriel Wallin     | Södertälje IF                                                 | 76,83    | Jiannis Smalios          | KFUM Örebro                                                           | 75,23    | Kim Amb                 | Bålsta IK                                                          | 74,99    |
| Tiokamp                  | Fabian Rosenquist  | GoIF Tjalve                                                   | 7 246    | Fredrick Ekholm          | Huddinge AIS                                                          | 6 785    | Lasse Ohtamaa           | Väsby IK                                                           | 6 504    |
| Lagtävling               | Spårvägens FK      | -                                                             | 86       | Ullevi FK                | -                                                                     | 72       | Hässelby SK             | -                                                                  | 68       |

### Damer
| Gren                    | Guld                        | Guld                                                                     | Guld     | Silver              | Silver                                                                | Silver   | Brons                  | Brons                                                                  | Brons    |
| 100 meter               | Isabelle Eurenius           | Spårvägens FK                                                            | 12,00    | Daniella Busk       | Malmö AI                                                              | 12,14    | Hanna Adriansson       | IFK Lidingö                                                            | 12,14    |
| 200 meter               | Irene Ekelund               | Malmö AI                                                                 | 23,38    | Daniella Busk       | Malmö AI                                                              | 23,83    | Isabelle Eurenius      | Spårvägens FK                                                          | 23,89    |
| 400 meter               | Elin Moraiti                | Hässelby SK                                                              | 54,01    | Josefin Magnusson   | Malmö AI                                                              | 54,77    | Pernilla Tornemark     | Malmö AI                                                               | 55,76    |
| 800 meter               | Charlotte Schönbeck         | IFK Lidingö                                                              | 2:06,37  | Linn Nilsson        | Hälle IF                                                              | 2:07,42  | Viktoria Tegenfeldt    | IFK Umeå                                                               | 2:08,34  |
| 1 500 meter             | Viktoria Tegenfeldt         | IFK Umeå                                                                 | 4:30,73  | Charlotte Schönbeck | IFK Lidingö                                                           | 4:31,64  | Linn Nilsson           | Hälle IF                                                               | 4:31,97  |
| 5 000 meter             | Elin Borglund               | Sävedalens AIK                                                           | 16:37,37 | Madeleine Larsson   | Hässelby SK                                                           | 16:39,50 | Louise Nilsson         | Malmö AI                                                               | 16:48,99 |
| 10 000 meter            | Madeleine Larsson           | Hässelby SK                                                              | 34:02,68 | Frida Lundén        | FK Studenterna                                                        | 34:10,93 | Louise Nilsson         | Malmö AI                                                               | 34:27,53 |
| 10 km landsväg          | Frida Lundén                | FK Studenterna                                                           | 33:54    | Madeleine Larsson   | Hälle IF                                                              | 34:15    | Malin Liljestedt       | Spårvägens FK                                                          | 34:28    |
| Halvmaraton             | Lena Eliasson               | Hässelby SK                                                              | 1:15:14  | Louise Nilsson      | Malmö AI                                                              | 1:15:38  | Frida Lundén           | FK Studenterna                                                         | 1:16:24  |
| Maraton                 | Isabellah Andersson         | Hässelby SK                                                              | 2:32:28  | Annelie Johansson   | IK Ymer                                                               | 2:46:01  | Louise Wiker           | Hässelby SK                                                            | 2:49:01  |
| 100 km landsväg         | Frida Södermark             | GoIF Tjalve                                                              | 8:26:22  | Annika Nilrud       | Hälle IF                                                              | 8:28:30  | Torill Fonn            | Team Ultrasweden                                                       | 9:44:11  |
| 4 km terräng            | Meraf Bahta                 | Hälle IF                                                                 | 13:35    | Charlotta Fougberg  | Ullevi FK                                                             | 13:50    | Maria Larsson          | Örgryte IS                                                             | 13:57    |
| 8 km terräng            | Meraf Bahta                 | Hälle IF                                                                 | 28:27    | Louise Nilsson      | Malmö AI                                                              | 29:33    | Sanna Mustonen         | Hässelby SK                                                            | 29:34    |
| 4 km terräng lagtävling | Hälle IF                    | Meraf Bahta, Linn Nilsson, Lisa Öhberg                                   | 41:59    | Hässelby SK         | Madeleine Larsson, Sarah Lahti, Louise Wiker                          | 43:15    | Spårvägens FK          | Frida Aspnäs, Elina Johansson, Jennifer Asp                            | 45:20    |
| 8 km terräng lagtävling | Hälle IF                    | Meraf Bahta, Lisa Öhberg, Linn Nilsson                                   | 1:28:34  | Hässelby SK lag 1   | Sanna Mustonen, Lena Eliasson, Madeleine Larsson                      | 1:30:21  | Hässelby SK lag 2      | Louise Wiker, Josephine Ambjörnsson, Charlotte Karlsson                | 1:33:59  |
| 100 meter häck          | Ellinore Hallin             | IFK Växjö                                                                | 13,35    | Maja Rogemyr        | IF Göta Karlstad                                                      | 13,45    | Khaddi Sagnia          | Ullevi FK                                                              | 13,62    |
| 400 meter häck          | Frida Persson               | Hammarby IF                                                              | 58,47    | Lynette Morgan      | Hammarby IF                                                           | 58,71    | Elise Malmberg         | Hässleholms AIS                                                        | 59,41    |
| 3 000 meter hinder      | Klara Bodinson              | Sävedalens AIK                                                           | 10:08,78 | Emma Dahl           | Örgryte IS                                                            | 10:15,66 | Ronja Fjellner         | Örgryte IS                                                             | 10:18,09 |
| 4 x 100 meter           | Malmö AI                    | Irene Ekelund, Linnea Killander, Daniella Busk, Pernilla Nilsson         | 44,44    | Spårvägens FK       | Gladys Bamane, Marie Sönnefors, Aina Griksaite, Elin Westerlund       | 46,54    | Hammarby IF            | Sofia Hellberg-Johnsén, Fatima Didrickson, Stine Tromb, Lynette Morgan | 46,59    |
| 4 x 400 meter           | Malmö AI                    | Pernilla Tornemark, Linnea Killander, Frida Grindheim, Josefin Magnusson | 3:41,37  | Hammarby IF         | Lynette Morgan, Frida Persson, Sofia Hellberg-Johnsén, Stine Tromb    | 3:42,15  | Hässelby SK            | Rakel Rosshagen, Jessica Samuelsson, Sofia Johannson, Elin Moraiti     | 3:47,16  |
| 4 x 800 meter           | Hässelby SK                 | Astrid Rosvall, Emma Jansson, Sarah Lahti, Elin Moraiti                  | 8:56,61  | IFK Lidingö         | Isabelle Eriksson, Charlotte Johansson, Rebecka Öberg, Anna Silvander | 9:00,66  | Spårvägens FK          | Linnea Smeds, Elina Johansson, Frida Aspnäs, Hanna Palmgren            | 9:05,64  |
| 3 x 1 500 meter         | Hälle IF                    | Lisa Öhberg, Linn Nilsson, Meraf Bahta                                   | 13:18,16 | Hässelby SK         | Kajsa Petterson, Hanna Bartholomew, Sarah Lahti                       | 13:44,55 | IFK Lidingö            | Rebecka Öberg, Charlotte Schönbeck, Anna Silvander                     | 14:02,73 |
| Höjdhopp                | Emma Green                  | Örgryte IS                                                               | 1,90     | My Nordström        | IK Norrköping FI                                                      | 1,86     | Erika Wiklund (Kinsey) | Trångsvikens IF                                                        | ,184     |
| Stavhopp                | Angelica Bengtsson          | Hässelby SK                                                              | 4,50     | Michaela Meijer     | Örgryte IS                                                            | 4,13     | Madeleine Nilsson      | Kvarnsvedens GoIF                                                      | 3,95     |
| Längdhopp               | Erica Jarder                | Spårvägens FK                                                            | 6,65     | Malin Olsson        | IFK Lidingö                                                           | 6,31     | Jessica Samuelsson     | Hässelby SK                                                            | 6,30     |
| Tresteg                 | Jasmin Sabir                | Hammarby IF                                                              | 13,28    | Angelica Ström      | Spårvägens FK                                                         | 13,08    | Madeleine Nilsson      | Gefle IF                                                               | 12,76    |
| Kula                    | Fanny Roos                  | Ljungby FIK                                                              | 16,21    | Frida Åkerström     | Huddinge AIS                                                          | 16,12    | Jessica Samuelsson     | Hässelby SK                                                            | 15,03    |
| Diskus                  | Sofia Larsson               | Ullevi FK                                                                | 57,58    | Julia Viberg        | Spårvägens FK                                                         | 56,37    | Anna Wikström          | IFK Tumba                                                              | 50,59    |
| Slägga                  | Tracey Andersson            | Ullevi FK                                                                | 67,44    | Ida Storm           | Hässelby SK                                                           | 65,06    | Eleni Larsson          | Huddinge AIS                                                           | 63,19    |
| Spjut                   | Elisabeth Höglund (Lithell) | IF Göta Karlstad                                                         | 51,36    | Matilda Elfgaard    | Habo Friidrott 04                                                     | 50,97    | Linn Peura             | Flens FS                                                               | 47,34    |
| Sjukamp                 | Emma Stenlöf                | Västerås FK                                                              | 5 519    | Victoria Joäng      | IFK Lund                                                              | 5 500    | Andrea Nybäck          | IF Göta, Karlstad                                                      | 5 105    |
| Lagtävling              | Hässelby SK                 | -                                                                        | 77       | Ullevi FK           | -                                                                     | 75       | Spårvägens FK          | -                                                                      | 71       |

### Fotnoter
1. ↑  ”Resultatarkiv hos friidrott.se”. friidrott.se. Arkiverad från originalet den 18 januari 2015. https://web.archive.org/web/20150118232602/http://www.friidrott.se/rs/resultat.aspx?page=results&year=2014&type=2. Läst 25 mars 2015.
2. 1 2 3 4 5 6 7 8  ”Stora SM 2014, dag 1” (htm). trackandfield.se. http://www.trackandfield.se/resultat/2014/140801.htm. Läst 21 oktober 2014.
3. 1 2 3 4 5 6 7 8 9 10 11 12 13 14  ”Stora SM 2014, dag 3” (htm). trackandfield.se. http://www.trackandfield.se/resultat/2014/140803.htm. Läst 21 oktober 2014.
4. 1 2 3 4 5 6 7 8 9 10 11 12 13 14  ”Stora SM 2014, dag 2” (htm). trackandfield.se. http://www.trackandfield.se/resultat/2014/140802.htm. Läst 21 oktober 2014.
5. 1 2  ”SM 10 km landsväg 2014”. marathon.se. http://www.marathon.se/racetimer?v=%2Fsv%2Frace%2Fshow%2F2065%3Flayout%3Dmarathon. Läst 10 november 2015.
6. 1 2  ”SM halvmarathon 2014”. marathon.se. http://results.marathon.se/halvmarathon/2014/. Läst 25 mars 2015.
7. 1 2  ”SM i marathon 2014”. marathon.se. http://results.marathon.se/2014/. Läst 25 mars 2015.
8. 1 2  ”SM 100 km landsväg 2014” (xls). smfriidrott.com. Arkiverad från originalet den 3 april 2015. https://web.archive.org/web/20150403224557/http://www.smfriidrott.com/sites/default/files/groupfiles/sm100km_2014_resultatlista_0.xls. Läst 25 mars 2015.
9. 1 2 3 4  ”Terräng-SM 2014, dag 1”. marathon.se. http://www.marathon.se/racetimer?v=%2Fsv%2Frace%2Fshow%2F2229%3Flayout%3Dmarathon. Läst 25 mars 2015.
10. 1 2 3 4  ”Terräng-SM 2014, dag 2”. marathon.se. http://www.marathon.se/racetimer?v=%2Fsv%2Frace%2Fshow%2F2230%3Flayout%3Dmarathon. Läst 26 mars 2015.
11. 1 2 3 4 5 6 7 8  ”Stafett-SM 2014” (pdf). idrottonline.se. Arkiverad från originalet den 2 april 2015. https://web.archive.org/web/20150402184643/http://www3.idrottonline.se/ImageVaultFiles/id_595198/cf_69694/resultat2014-05-27_2.PDF. Läst 25 mars 2015.
12. 1 2  ”SM i mångkamp 2014” (pdf). smfriidrott.com. Arkiverad från originalet den 4 april 2015. https://web.archive.org/web/20150404185716/http://smfriidrott.com/sites/default/files/groupfiles/smdec14resultatX.pdf. Läst 25 mars 2015.
13. 1 2  ”Lag-SM 2014” (php). Arkiverad från originalet den 25 mars 2015. https://archive.is/20150325113008/http://88.131.109.176/chyronhego/LagSM14/Resultat.php. Läst 25 mars 2015.